# Agamodon anguliceps
Agamodon anguliceps — вид амфісбенових плазунів родини Trogonophidae. Ендемік Сомалі.

## Підвиди
Виділяють два підвиди:
- Agamodon anguliceps anguliceps Peters, 1882;
- Agamodon anguliceps immaculatus Calabresi, 1927.

## Поширення і екологія
Agamodon anguliceps поширені в прибережних районах на півдні і південному сході Сомалі. Вони живуть у вологих ґрунтах, ведуть риючий спосіб життя.